# 크리스틴 맥메너미
크리스틴 맥메너미(1964년 12월 13일 ~ )는 미국의 모델이다.